# Liste des catastrophes maritimes de la Seconde Guerre mondiale
Cette liste dresse les plus grandes catastrophes maritimes pendant la Seconde Guerre mondiale au regard du nombre de victimes. Du fait de son contexte, une Seconde Guerre mondiale sanguinaire entachée de nombreux drames, ces catastrophes resteront longtemps quasi ignorées.
Le naufrage du RMS Titanic, en 1912, et ses 1 517 décès, est probablement le plus célèbre naufrage de l'histoire, mais n'est pas le plus grand en termes de vie perdues. Le 30 janvier 1945, le Wilhelm Gustloff est torpillé dans la mer Baltique par un sous-marin soviétique. 9 343 passagers périssent, essentiellement des civils allemands fuyant l'avance de l'Armée rouge. C'est la plus grande catastrophe maritime de tous les temps.

## Catastrophes maritimes ayant provoqué au moins 100 morts
| Année | Pays                    | Description | Décès         | Transport                       | Image |
| ----- | ----------------------- | --- | ------------- | ------------------------------- | ----- |
| 1945  | Reich allemand          | Wilhelm Gustloff – Le paquebot allemand, transportant plus d'un millier de soldats et d'officiers allemands ainsi que plusieurs milliers de réfugiés de Prusse-Orientale fuyant la progression de l'Armée rouge, est torpillé par le sous-marin de la marine soviétique S-13 le 30 janvier 1945. Avec 9 343 personnes décédées avancées, c'est probablement la plus grande catastrophe maritime de tous les temps,.         | 9 343         | Marine                          |       |
| 1945  | Reich allemand          | Cap Arcona – Le 3 mai 1945, le paquebot allemand est coulé par l'aviation britannique, alors qu’il transporte des milliers de déportés sortis du camp de concentration de Neuengamme. | 7 500 - 8 000 |                                 |       |
| 1941  | Union soviétique        | Armenia – Le navire hôpital de la flotte soviétique, l'Armenia, est touché par la torpille d'un navire allemand et coule en seulement 4 minutes. Les passagers étaient essentiellement des soldats soviétiques blessés. Le nombre de victimes est estimé à 7 000. On ne compte que 8 survivants[réf. souhaitée]. | 7 000         |                                 |       |
| 1945  | Reich allemand          | Goya – Le cargo allemand Goya est coulé le 16 avril 1945 par un sous-marin soviétique L-3, faisant plus de 6 000 morts. | 6 000         | Marine                          |       |
| 1944  | Japon impérial          | Jun'yō Maru – Un cargo japonais est coulé par le sous-marin britannique HMS Tradewind en septembre 1944. 4 200 travailleurs forcés javanais, 1 377 Néerlandais, 64 Britanniques et Australiens, et 8 Américains périssent. | 5 620         |                                 |       |
| 1944  | Japon impérial          | Toyama Maru – Le transport de troupes Toyama Maru, est torpillé et coulé par le sous-marin américain USS Sturgeon. | 5 400         | Militaire                       |       |
| 1944  | Japon impérial          | Ryusei Maru – Le 25 février 1944, le Ryusei Maru, un navire de transport japonais, est coulé par le sous-marin américain USS Rasher. | 4 998         | Militaire                       |       |
| 1944  | Japon impérial          | Tamatsu Maru – Coulé le 19 août 1944, par le sous-marin américain USS Spadefish. | 4 406-4 755   | Militaire                       |       |
| 1944  | Reich allemand          | Oria – Coulé le 12 février 1944 après avoir traversé une tempête. 4 025 soldats Italiens, 44 soldats Allemands (gardiens) et cinq membres d'équipage périssent. | 4 074         | Marine                          |       |
| 1940  | Royaume-Uni             | HMT Lancastria – Le RMS Lancastria, un paquebot transatlantique britannique, est bombardé par l'aviation allemande au large de Saint-Nazaire en juin 1940, causant plus de 4 000 morts. | 4 000         | Marine                          |       |
| 1945  | Reich allemand          | Orion – Le 4 mai 1945, alors qu'il transporte des réfugiés en route vers Copenhague, il est touché par le bombardement d'avions soviétiques au large de Swinemünde et coule. | 3 850         | Marine                          |       |
| 1941  | Union soviétique        | Classe Joseph Staline – . | 3 849         | Marine                          |       |
| 1944  | Japon impérial          | Mayasan Maru – Torpillé et coulé par le sous-marin américain USS Picuda. | 3 356         | Militaire                       |       |
| 1945  | Reich allemand          | Steuben – Il est torpillé le 10 février 1945 par le sous-marin soviétique S-13 commandé par Alexandre Marinesko. C'est le même sous-marin soviétique qui a coulé le Wilhelm Gustloff. | 3 400         | Militaire                       |       |
| 1944  | Japon impérial          | Tango Maru – Coulé par un sous-marin américain. | 3 000         | Militaire                       |       |
| 1945  | Reich allemand          | Thielbek – Coulé par la RAF, le 3 mai 1945. | 2 750         | Marine                          |       |
| 1944  | Reich allemand          | SS Petrella – Torpillé par le sous-marin HMS Sportsman, le 8 février 1944 alors qu'il transporte 3 173 prisonniers de guerre. 2 670 d'entre eux périssent. | 2 670         | Marine                          |       |
| 1944  | Japon impérial          | Yoshida Maru No. 1 – Coulé par le sous-marin américain USS Rasher. | 2 669         | Militaire                       |       |
| 1944  | Japon impérial          | MS Aramis – Coulé, le 18 août 1944, par le sous-marin américain USS Rasher près des Philippines. Les 2 665 soldats et passagers japonais périssent. | 2 665         | Militaire                       |       |
| 1944  | Norvège                 | MS Rigel – Bombardé et coulé en novembre 1944 par des Fairey Barracuda. 2 572 passagers dont 2 248 Soviétiques périssent. | 2 572         | Militaire                       |       |
| 1945  | Japon impérial          | Yamato – Le Yamato, plus grand cuirassé jamais construit, est coulé le 7 avril 1945, au cours de la bataille d'Okinawa au large de Kagoshima par l'aviation américaine. | 2 498         | Marine                          |       |
| 1943  | Reich allemand          | Sinfra – Le 20 octobre 1943, le navire français Sinfra, confisqué par les Allemands, est coulé par l'aviation alliée. Il y avait à bord 2 460 prisonniers (2 389 Italiens, 71 Grecs),. | 2 098         | Militaire                       |       |
| 1944  | Japon impérial          | Akitsu Maru – Coulé le 15 novembre 1944 par le sous-marin américain USS Queenfish. | 2 046         | Marine                          |       |
| 1943  | Japon impérial          | Chichibu Maru – . | 2 035         | Militaire                       |       |
| 1945  | Japon impérial          | Awa Maru – Coulé le 1er avril 1945 dans le détroit de Taïwan par le sous-marin américain USS Queenfish, qui le prit pour un destroyer. | 2 003         | Marine                          |       |
| 1941  | Reich allemand          | Bismarck – Célèbre pour avoir coulé le HMS Hood, le Bismarck est mis à son tour hors de combat par les cuirassés HMS King George V et HMS Rodney. Il est achevé à la torpille par le croiseur lourd HMS Dorsetshire. Environ 2 000 marins trouvent la mort. Il y aura moins de 125 survivants repêchés. | 2 000+        | Marine                          |       |
| 1944  | Japon impérial          | Ural Maru – Torpillé et coulé le 27 septembre 1944 par le sous-marin américain USS Flasher. | 2 000         | Militaire                       |       |
| 1943  | Reich allemand          | Scharnhorst – Le croiseur de bataille allemand Scharnhorst est torpillé lors de la bataille du cap Nord, après avoir été mis hors de combat par le cuirassé HMS Duke of York, le 26 décembre 1943, aux environs du Cap Nord,. | 1 932         | Marine                          |       |
| 1943  | Royaume d'Italie        | Gaetano Donizetti – . | 1 800+        | Militaire                       |       |
| 1944  | Japon impérial          | Arisan Maru – Coulé par le sous-marin américain USS Snook, le 24 octobre 1944, alors qu'il transportait 1 781 prisonniers de guerre américains et alliés. | 1 772         | Militaire                       |       |
| 1944  | Japon impérial          | Taihō (porte-avions) – Coulé par le sous-marin américain USS Albacore. | 1 650         | Marine                          |       |
| 1942  | Royaume-Uni             | RMS Laconia – Torpillé, le 12 septembre 1942, par le sous-marin allemand U-156 avec à bord des passagers civils et 1 800 prisonniers italiens. | 1 649         | Militaire                       |       |
| 1940  | Royaume-Uni             | HMS Glorious (77) – Coulé par les croiseurs de bataille allemands Scharnhorst et Gneisenau pendant l'évacuation de la Norvège, le 8 juin 1940. | 1 515         | Marine                          |       |
| 1944  | Japon impérial          | Tsushima Maru – le Tsushima Maru, japonais, est coulé par le sous-marin américain USS Bowfin, entraînant la mort d'environ 1 500 personnes, dont 767 enfants. | 1 508         | Civile                          |       |
| 1941  | Royaume-Uni             | HMS Hood – le HMS Hood, engagé lors de la bataille du détroit de Danemark contre le cuirassé allemand Bismarck, explose et coule, causant la mort de la quasi-totalité de ses 1 400 marins. Il n'y aura que 3 survivants. | 1 415         | Marine                          |       |
| 1944  | Japon impérial          | Fusō – Coulé en octobre 1944 avec son sister-ship le Yamashiro dans le détroit de Surigao. | 1 400         | Marine                          |       |
| 1944  | Japon impérial          | Shinano – Le porte-avions Shinano de la marine impériale japonaise est coulé par le sous-marin américain USS Archerfish. C'est à ce jour le plus grand bâtiment de guerre à avoir été coulé par un sous-marin. | 1 435         | Marine                          |       |
| 1943  | Japon impérial          | Tatsuta Maru – Torpillé et coulé le 8 février 1943 par USS Tarpon. | 1 400         | Militaire                       |       |
| 1943  | Royaume d'Italie        | Roma – Coulé par 2 bombes Fritz X allemandes, le 9 septembre 1943. | 1 393         | Marine                          |       |
| 1944  | Japon impérial          | Yamashiro – Lors de la bataille du détroit de Surigao, il fut attaqué et coulé par les bâtiments de l’U.S. Navy. | 1 390         | Marine                          |       |
| 1943  | Royaume d'Italie        | Mario Roselli – . | 1 302         | Militaire                       |       |
| 1944  | Égypte                  | Khedive Ismail - Torpillé le 12 février 1944 par le I-27 de la marine impériale japonaise. | 1 302         | Militaire                       |       |
| 1945  | Japon impérial          | Ashigara – Coulé par le HMS Trenchant le 8 juin 1945. | 1 300         | Marine                          |       |
| 1941  | Royaume d'Italie        | Conte Rosso – . | 1 297         | Militaire                       |       |
| 1944  | Japon impérial          | Shōkaku – Le 19 juin 1944, pendant la bataille de la mer des Philippines, il est atteint par plusieurs torpilles lancées par le sous-marin USS Cavalla. | 1 272         | Marine                          |       |
| 1943  | Japon impérial          | Chūyō – Torpillé et coulé le 4 décembre 1943, par un sous-marin américain. | 1 250         | Marine                          |       |
| 1944  | Japon impérial          | Unryū – Coulé par le sous-marin américain USS Redfish au large de Shanghai, emportant avec lui plus de 1 200 hommes. | 1 239         | Marine                          |       |
| 1944  | Reich allemand          | Tirpitz – Le cuirassé allemand Tirpitz chavire après avoir été touché par des bombes perforantes de 6 tonnes larguées par les bombardiers du Royal Air Force Bomber Command. | 950–1 204     | Marine                          |       |
| 1944  | Japon impérial          | Kongō – Coulé le 21 novembre 1944 par le sous-marin USS Sealion. | 1 200         | Marine                          |       |
| 1944  | Japon impérial          | Yasukuni Maru – Coulé par un sous-marin américain. | 1 188         | Militaire                       |       |
| 1941  | États-Unis              | USS Arizona – Bombardé et coulé par l'armée japonaise au cours de l'attaque de Pearl Harbor du 7 décembre 1941. L'incendie, qui dura près de trois jours, et le naufrage du navire provoquèrent la mort de 1 177 hommes. | 1 177         | Marine                          |       |
| 1944  | Japon impérial          | Rakuyo Maru – Coulé le 12 septembre 1944 par le sous-marin USS Sealion. | 1 159         | Militaire                       |       |
| 1943  | Royaume-Uni             | HMT Rohna – Coulé par un Henschel Hs 293 A allemand. | 1 138         | Militaire                       |       |
| 1944  | Japon impérial          | Shinyo – Coulé par le sous-marin américain USS Spadefish. | 1 130         | Marine                          |       |
| 1942  | Japon impérial          | Montevideo Maru – Coulé, le 22 juin 1942, par le sous-marin USS Sturgeon alors qu'il transportait 845 prisonniers de guerre d'Australie et 208 civils . | 1 122         | Militaire                       |       |
| 1943  | Japon impérial          | Mutsu – . | 1 121         | Marine                          |       |
| 1944  | Japon impérial          | Hofuku Maru – . | 1 047         | Militaire                       |       |
| 1944  | Japon impérial          | Musashi – Lors de la bataille du golfe de Leyte, il fut attaqué par des appareils de porte-avions américains de la troisième flotte. Il coule en mer de Sibuyan après avoir reçu 17 bombes lourdes et 19 torpilles, emportant 1 023 de ses 2 900 hommes d'équipage. | 1 023         | Marine                          |       |
| 1942  | Reich allemand          | Palatia – Coulé, le 21 octobre 1942, par la Royal Air Force. | 986           | Marine                          |       |
| 1942  | Royaume d'Italie        | Galilea – Torpillé le 28 mars 1942 par le HMS Proteus britannique. | 995           | Militaire                       |       |
| 1940  | France                  | Bretagne – Coulé lors de la bataille de Mers-El-Kébir le 3 juillet 1940 par la Royal Navy. | 977           | Marine                          |       |
| 1944  | Japon impérial          | Aikoku Maru – Coulé le 17 février 1944 par l'aviation alliée. | 945           | Marine                          |       |
| 1941  | États-Unis              | HMS Engadine – . | 925           | Civile                          |       |
| 1941  | Royaume-Uni             | HMS Diamond – . | 917           | Marine                          |       |
| 1944  | Japon impérial          | Chitose – Torpillé et coulé le 25 octobre 1944. | 903           | Marine                          |       |
| 1942  | Royaume-Uni             | Shuntien - . | 800–1,000     | Militaire                       |       |
| 1945  | États-Unis              | USS Indianapolis – Le navire est torpillé par le sous-marin I-58 de la Marine impériale japonaise. Il coule en douze minutes. | 880           | Marine                          |       |
| 1941  | Royaume d'Italie        | Scillin – . | 866-885       | Militaire                       |       |
| 1941  | Royaume-Uni             | HMS Barham – Le 25 novembre 1941, alors qu'il croisait pour couvrir une attaque sur des convois italiens, le Barham fut touché par trois torpilles tirées par le sous-marin allemand U-331, commandé par le lieutenant Hans-Diedrich von Tiesenhausen,. | 861           | Marine                          |       |
| 1942  | Japon impérial          | Lisbon Maru – . | 846           | Militaire                       |       |
| 1944  | Japon impérial          | Zuikaku – Coulé à la bataille du cap Engaño en octobre 1944. | 842           | Marine                          |       |
| 1943  | France                  | Sidi Bel Abbès – Alors qu'il naviguait dans le convoi UGS 7 États-Unis—Méditerranée, entre le Maroc, Casablanca, et l'Algérie, Oran, il est torpillé par le sous-marin allemand U-565 (commandant Wilhelm Franken), le 20 avril 1943 au large d'Oran, peu après 6h45, par temps de brume. Le Sidi Bel Abbès transportait des troupes coloniales. Sur un total de 1 287 personnes embarquées il y eut 834 morts.             | 834           |                                 |       |
| 1939  | Royaume-Uni             | HMS Royal Oak – Coulé le 14 octobre 1939, au mouillage en rade de Scapa Flow par l'Unterseeboot 47, alors commandé par Günther Prien. | 833           | Marine                          |       |
| 1940  | Reich allemand          | Blücher – Coulé par les forces norvégiennes. | 830           | Marine                          |       |
| 1944  | Belgique                | SS Léopoldville – Il est torpillé par le sous-marin allemand U-486 le 24 décembre 1944 au large de Cherbourg alors qu'il transporte 2 235 hommes de la 66e division américaine (262e et 264e régiments d'infanterie US) en provenance de Southampton. | 819           | Militaire                       |       |
| 1941  | Royaume d'Italie        | Fiume – Coulé, le 29 mars 1941, lors de la bataille du cap Matapan. | 814           | Marine                          |       |
| 1942  | Japon impérial          | Kaga – Coulé lors de la bataille de Midway le 4 juin 1942. | 811           | Marine                          |       |
| 1942  | Royaume-Uni             | RMS Nova Scotia - Coulé, le 28 novembre 1942, par le sous-marin allemand U-177. | 808           | Civile                          |       |
| 1944  | Japon impérial          | Nachi – . | 807           | Marine                          |       |
| 1942  | Royaume d'Italie        | Aventino – . | 800-900+      | Militaire                       |       |
| 1944  | Japon impérial          | Chiyoda – . | 800           | Marine                          |       |
| 1941  | Union soviétique        | Vieniba – . | 800           | Militaire                       |       |
| 1940  | Royaume-Uni             | Arandora Star – . | 800           | Militaire                       |       |
| 1943  | Royaume-Uni             | Erinpura – . | 799           | Militaire                       |       |
| 1941  | Royaume d'Italie        | Zara – . | 799           | Marine                          |       |
| 1942  | Roumanie                | Struma - Le Struma est torpillé en mer Noire par le sous-marin soviétique SC 213 le 24 février 1942,. | 768           | Civile                          |       |
| 1941  | Royaume-Uni             | HMS Neptune – . | 766           | Marine                          |       |
| 1944  | Japon impérial          | Taiyō – Coulé par un sous-marin américain. | 747           | Marine                          |       |
| 1939  | Union soviétique        | Indigirka – . | 741           | Civile                          |       |
| 1945  | États-Unis              | USS Franklin – Lourdement endommagé par une attaque japonaise en mars 1945. Aspiré par le système de ventilation, un nuage mortel de vapeurs toxiques se répandit dans les coursives du porte-avions et provoqua la mort de 724 hommes. | 724           | Marine                          |       |
| 1940  | Royaume-Uni             | HMS Wakeful – Torpillé et coulé le 29 mai 1940, alors qu'il prenait part à l'évacuation de Dunkerque. | 724           | Marine                          |       |
| 1941  | Royaume-Uni             | HMS Gloucester – Le 22 mai 1941, le Gloucester est attaqué par un Junkers Ju 87 allemand, et coulé à la bataille de Crète. | 722           | Marine                          |       |
| 1942  | Japon impérial          | Sôryû – Coulé le 4 juin 1942 à la bataille de Midway. | 711           | Marine                          |       |
| 1944  | Japon impérial          | Oite – . | 695           | Marine                          |       |
| 1942  | États-Unis              | USS Juneau – Coulé le 13 novembre 1942 lors de la bataille navale de Guadalcanal, 687 marins trouvent la mort. Parmi eux les frères Sullivan, cinq membres d'une même fratrie américaine qui servaient sur le navire,. | 687           | Marine                          |       |
| 1943  | États-Unis              | Dorchester – . | 672           | Militaire                       |       |
| 1942  | Royaume-Uni             | Ceramic – Torpillé dans la nuit du 6 au 7 décembre 1942, par un sous-marin allemand. | 655           | Civile                          |       |
| 1942  | Japon impérial          | Mikuma – Coulé lors de la bataille de Midway. | 650           | Marine                          |       |
| 1941  | Royal Australian Navy   | HMAS Sydney – Coulé, le 19 novembre 1941, par le croiseur auxiliaire allemand Kormoran, avec tout son équipage de 645 hommes. Ceci représente la plus grande perte humaine sur un navire de guerre australien. | 645           | Marine                          |       |
| 1943  | États-Unis              | USS Liscome Bay – Coulé par l'I-175 lors de l'opération Galvanic le 24 novembre 1943. | 644           | Marine                          |       |
| 1944  | États-Unis              | LST-531 – . | 636           | Marine                          |       |
| 1945  | Japon impérial          | Kashii – . | 621           | Marine                          |       |
| 1944  | États-Unis              | Paul Hamilton – . | 580           | Militaire                       |       |
| 1941  | Reich allemand          | Pinguin (HSK 5) – . | 555           |                                 |       |
| 1942  | Royaume d'Italie        | Trento – . | 570           | Marine                          |       |
| 1943  | Royaume d'Italie        | Caterina Costa – . | 549+          | Militaire                       |       |
| 1945  | Japon impérial          | Ukishima Maru – Le navire de transport japonais Ukishima Maru, transportant à son bord environ 4 000 Coréens en cours de rapatriement, est dynamité par les Japonais, causant la mort de 549 personnes (524 Coréens et 25 Japonais qui étaient à bord). | 549           | Militaire                       |       |
| 1941  | Royaume d'Italie        | Alberico da Barbiano – . | 534           | Marine                          |       |
| 1943  | Reich allemand          | Z27, T25 et T26 – . | 532           | Marine                          |       |
| 1943  | Royaume d'Italie        | Lanzerotto Malocello – . | 520           | Marine                          |       |
| 1939  | Royaume-Uni             | HMS Courageous – Il est coulé par le U-29 le 17 septembre 1939. | 518           | Marine                          |       |
| 1942  | Royaume-Uni             | HMS Avenger – . | 516           | Marine                          |       |
| 1941  | Royaume-Uni             | HMS Repulse – . | 513           | Marine                          |       |
| 1942  | Pays-Bas                | HNLMS Java – . | 512           | Marine                          |       |
| 1942  | Japon impérial          | Kinugasa – . | 511           | Marine                          |       |
| 1942  | Pays-Bas                | Rooseboom – . | 500           | Civile                          |       |
| 1942  | Royaume d'Italie        | Tembien – Le 27 février 1942, il est torpillé et coulé par le MS Upholder. | 497           | Militaire                       |       |
| 1943  | Royaume-Uni             | Yoma – Coulé le 17 juin 1943 par le sous-marin allemand U-81. | 484           | Militaire                       |       |
| 1941  | Royaume d'Italie        | Armando Diaz – Coulé le 25 février 1941 par le sous-marin HMS Upright. | 484           | Marine                          |       |
| 1943  | Royaume d'Italie        | Ascari – . | 474           | Marine                          |       |
| 1941  | Royaume-Uni             | HMS Galatea – . | 469           | Marine                          |       |
| 1943  | Royaume-Uni             | HMS Charybdis – Torpillé et coulé le 23 octobre 193 par un torpilleur allemand. | 464           | Marine                          |       |
| 1944  | Japon impérial          | Tama – Torpillé et coulé par l'USS Jallao pendant la bataille du golfe de Leyte le 25 octobre 1944. | 450           | Marine                          |       |
| 1945  | Japon impérial          | Yahagi – . | 445           | Marine                          |       |
| 1944  | Japon impérial          | Asama Maru – . | 440           | Militaire                       |       |
| 1942  | Royaume d'Italie        | Nino Bixio – . | 434           | Militaire                       |       |
| 1941  | Royaume d'Italie        | Città di Messina – . | 432           | Militaire                       |       |
| 1941  | États-Unis              | USS Oklahoma – Pendant l'attaque de Pearl Harbor, le 7 décembre 1941, l'USS Oklahoma fut frappé par cinq torpilles et chavira. | 429           | Marine                          |       |
| 1940  | France                  | Meknès – Réquisitionné, il appareille le 24 juillet 1940 de Southampton pour Toulon avec 1 300 soldats et marins à bord qui préfèrent rentrer en France occupée au lieu de continuer la lutte aux côtés des Britanniques. Vers 23 h, au large de Portland, il est attaqué par une vedette allemande S27. 420 hommes pour la plupart Français, décèdent en mer. Les corps ont été retrouvés sur les plages autour de Dieppe. | 420           |                                 |       |
| 1941  | Royaume-Uni             | HMS Dunedin – . | 419           | Marine                          |       |
| 1944  | Royaume-Uni             | HMS Penelope – . | 415           | Marine                          |       |
| 1942  | Royaume d'Italie        | Victoria – . | 409           | Militaire                       |       |
| 1943  | Royaume-Uni             | Empress of Canada – Torpillé le 13 mars 1943 par le sous-marin Leonardo da Vinci,. | 392           | Militaire                       |       |
| 1942  | Royaume d'Italie        | Giovanni delle Bande Nere – Torpillé le 1er avril 1942 par le sous-marin HMS Urge. | 381           | Marine                          |       |
| 1943  | Royaume-Uni             | HMS Dasher – . | 379           | Marine                          |       |
| 1945  | États-Unis              | Charles Henderson – ,. | 376           | Militaire                       |       |
| 1942  | États-Unis              | USS Quincy – Coulé lors de la bataille de l'île de Savo dans la nuit du 8 au 9 août 1942. | 370           | Marine                          |       |
| 1942  | Royaume-Uni             | Fidelity – . | 369           | Marine                          |       |
| 1943  | Troisième Reich         | Doggerbank – Dans le milieu de l'Atlantique, à proximité des Îles Canaries le 3 mars 1943, il est torpillé accidentellement par le sous-marin allemand U 43 qui le prenait pour le navire britannique Dunedin Star. | 364           | Marine                          |       |
| 1942  | Royaume-Uni             | Abosso – . | 362           | Civile                          |       |
| 1940  | Royaume-Uni             | Calabria – . | 360           | Civile                          |       |
| 1941  | Royaume-Uni             | Almeda Star – . | 360           | Civile                          |       |
| 1944  | Japon impérial          | Atago – . | 360           | Marine                          |       |
| 1942  | Australie               | HMAS Perth– . | 353           | Marine                          |       |
| 1944  | États-Unis              | Mount Hood – . | 350           | Marine                          |       |
| 1944  | Japon impérial          | Nagara – . | 349           | Marine                          |       |
| 1941  | Royaume d'Italie        | Andrea Gritti – . | 347           | Militaire                       |       |
| 1942  | Pays-Bas                | HNLMS De Ruyter – Frappé par une seule torpille Type 93 envoyée par le Haguro, le HNMLS De Ruyter coule le lendemain matin avec la perte de 345 hommes, dont l'Amiral Doorman et le Capitaine Lacomblé. | 345           | Marine                          |       |
| 1943  | Royaume d'Italie        | Emma – Torpillé par le HMS Splendid. | 343           | Militaire                       |       |
| 1942  | Troisième Reich         | Z 16 Friedrich Eckoldt – . | 341           | Marine                          |       |
| 1944  | Japon impérial          | Maya – . | 336           | Marine                          |       |
| 1941  | Royaume d'Italie        | Pola – . | 336           | Militaire                       |       |
| 1941  | Royaume d'Italie        | Diana – . | 336           | Militaire                       |       |
| 1942  | États-Unis              | USS Vincennes – Coulé lors de la bataille de l'île de Savo dans la nuit du 8 au 9 août 1942. | 332           | Marine                          |       |
| 1944  | Japon impérial          | Natori – . | 330           | Marine                          |       |
| 1941  | Royaume-Uni             | HMS Prince of Wales – Torpillé, le Prince of Wales chavire et coule. Le naufrage fait 327 disparus dont le vice-amiral Tom Phillips, commandant l'escadre, et le capitaine de vaisseau Leach, commandant du cuirassé. | 327           | Marine                          |       |
| 1945  | Japon impérial          | Asashimo – . | 326           | Marine                          |       |
| 1941  | Royaume d'Italie        | Sebastiano Venier – . | 320           | Militaire                       |       |
| 1944  | États-Unis              | Catastrophe de Port Chicago - Explosion accidentelle de deux cargos de munitions en cours de chargement, le 17 juillet 1944, à Port Chicago. | 320           | Marine, garde côtière et civile |       |
| 1945  | États-Unis              | USS Bismarck Sea – . | 318           | Marine                          |       |
| 1944  | États-Unis              | USS Spence – . | 317           | Marine                          |       |
| 1944  | Japon impérial          | Katori – . | 315           | Marine                          |       |
| 1940  | Reich allemand          | Z 3 Max Schultz – . | 308           | Marine                          |       |
| 1942  | Royaume-Uni             | HMS Hermes – Il est coulé le 9 avril 1942 par les Japonais lors du raid sur Ceylan. | 307           | Marine                          |       |
| 1944  | Japon impérial          | Urakaze – . | 307           | Marine                          |       |
| 1944  | Turquie                 | Mefküre – . | 305           | Civile                          |       |
| 1943  | Royaume d'Italie        | Andrea Sgarallino – . | 300-330       | Civile                          |       |
| 1943  | Royaume d'Italie        | Diocleziano – Endommagé par la Luftwaffe. | 300-700       | Militaire                       |       |
| 1945  | Japon impérial          | Classe Ōyodo . | 300           | Marine                          |       |
| 1943  | Reich allemand          | Michel (HSK 9) – Le Michel est repéré par le sous-marin américain USS Tarpon, qui l'atteint de trois torpilles. | 290           | Marine                          |       |
| 1943  | Royaume d'Italie        | D’Annunzio – . | ca. 290       | Militaire                       |       |
| 1941  | Royaume d'Italie        | Alberto da Giussano – . | 283           | Marine                          |       |
| 1940  | Reich allemand          | Z 1 Leberecht Maass – Lors des manœuvres de sauvetage, le Z 3 Max Schultz touche une mine non loin et coule avec son équipage de 308 hommes. | 280           | Marine                          |       |
| 1942  | Royaume d'Italie        | Gino Allegri – . | 280+          | Militaire                       |       |
| 1944  | Reich allemand          | Z36 - . | 278           | Marine                          |       |
| 1941  | Finlande                | Ilmarinen – . | 271           | Marine                          |       |
| 1943  | Australie               | AHS Centaur – Il est torpillé et coulé par un sous-marin de la marine impériale japonaise au large de l'île Stradbroke-Nord dans le Queensland. | 268           | Civile                          |       |
| 1944  | Reich allemand          | Z35 – . | 262           | Marine                          |       |
| 1940  | Royaume-Uni             | City of Benares – . | 260           | Civile                          |       |
| 1940  | France                  | Patria – . | 260           | Civile                          |       |
| 1944  | États-Unis              | USS Monaghan – . | 256           | Marine                          |       |
| 1943  | Royaume d'Italie        | Città di Catania – . | 256           | Civile                          |       |
| 1941  | Royaume-Uni             | Anselm – . | 254           | Marine                          |       |
| 1943  | Royaume-Uni             | HMS Eclipse – . | 253           | Marine                          |       |
| 1944  | États-Unis              | USS Hoe – . | 253           | Marine                          |       |
| 1942  | Canada                  | RMS Lady Hawkins – . | 251           | Civile                          |       |
| 1942  | Reich allemand          | Komet (croiseur auxiliaire) – . | 251           | Marine                          |       |
| 1944  | Japon impérial          | Abukuma – . | 250           | Marine                          |       |
| 1944  | Japon impérial          | Hiyō – Le Hiyo a été coulé à la bataille de la mer des Philippines le 20 juin 1944 par les appareils du porte-avions léger USS Belleau Wood (CVL-24). | 247           | Marine                          |       |
| 1941  | Royaume-Uni             | HMS Fiji – . | 241           | Marine                          |       |
| 1944  | Japon impérial          | Naka – . | 240           | Marine                          |       |
| 1944  | Japon impérial          | Maikaze – Le 17 février 1944, à la suite de l'opération Hailstone, le Maikaze, le croiseur Katori et le croiseur auxiliaire Akagi Maru sont coulés par des tirs des croiseurs USS Minneapolis, USS New Orleans et du cuirassé USS New Jersey au nord-ouest de îles Truk. | 240           | Marine                          |       |
| 1944  | Japon impérial          | Unyō – . | 239           | Marine                          |       |
| 1942  | Royaume-Uni             | HMS Curacoa – Coulé après une collision avec le Queen Mary le 2 octobre 1942,. | 239           | Marine                          |       |
| 1939  | Royaume-Uni             | HMS Rawalpindi – Il est coulé lors d'un affrontement avec les cuirassés allemands Scharnhorst et Gneisenau. | 238           | Marine                          |       |
| 1942  | Royaume d'Italie        | Scirocco – . | 234           | Marine                          |       |
| 1942  | États-Unis              | USS Jarvis – Il est coulé en 1942 durant la bataille de Guadalcanal. | 233           | Marine                          |       |
| 1942  | Royaume d'Italie        | Tabarca – . | 233           | Militaire                       |       |
| 1941  | Japon impérial          | Shinonome – . | 230           | Marine                          |       |
| 1944  | Japon impérial          | Tamanami – . | 228           | Marine                          |       |
| 1943  | Japon impérial          | Kiyonami – . | 228           | Marine                          |       |
| 1942  | Japon impérial          | Yamakaze – . | 226           | Marine                          |       |
| 1942  | Royaume d'Italie        | Lanciere – . | 226           | Marine                          |       |
| 1943  | Japon impérial          | Asashio – Lors de la bataille de la mer de Bismarck, le convoi fut intercepté par des attaques aériennes américaines dévastatrices. Après avoir évité les premières vagues d'attaques, l’Asashio fut bombardé plus tard dans la journée tout en essayant de sauver les survivants de l’Arashio et du Nojima Maru. Il coula à 85 km au sud-est de Finschhafen, en Nouvelle-Guinée.                                           | 226           | Marine                          |       |
| 1942  | Royaume d'Italie        | Aviere – . | 220           | Marine                          |       |
| 1944  | Japon impérial          | Shirakumo – . | 219           | Marine                          |       |
| 1944  | Japon impérial          | Usugumo – . | 219           | Marine                          |       |
| 1942  | États-Unis              | USS Astoria – Coulé en août 1942 à la bataille de l'île de Savo. | 219           | Marine                          |       |
| 1943  | Royaume d'Italie        | Antonio Da Noli – . | 218           | Marine                          |       |
| 1942  | Royaume d'Italie        | Lago Tana – . | 215           | Marine                          |       |
| 1942  | Royaume d'Italie        | Fiume – Coulé le 24 septembre 1942 par le sous-marin grec Nereus. | 214           | Civile                          |       |
| 1942  | Japon impérial          | Kirishima - Dans la nuit du 14 au 15 novembre 1942, il est endommagé par le cuirassé américain USS South Dakota (BB-57) puis sévèrement touché par l'USS Washington (BB-56). Il est sabordé dans la matinée du 15 novembre après avoir chaviré. | 212           | Marine                          |       |
| 1945  | Japon impérial          | Momi – . | 211           | Marine                          |       |
| 1941  | Royaume d'Italie        | Vittorio Alfieri – . | 210           | Marine                          |       |
| 1943  | États-Unis              | USS Maddox – . | 210           | Marine                          |       |
| 1943  | Japon impérial          | Yūgure – . | 210           | Marine                          |       |
| 1945  | Japon impérial          | Nokaze – . | 209           | Marine                          |       |
| 1944  | Royaume-Uni             | MV Derrycunihy – . | 208           | Militaire                       |       |
| 1941  | Royaume d'Italie        | Fabio Filzi – . | 208           | Militaire                       |       |
| 1944  | Japon impérial          | Hayanami – . | 208           | Marine                          |       |
| 1940  | Canada                  | SS Nerissa – . | 207           | Civile                          |       |
| 1940  | Royaume d'Italie        | Espero – . | 205           | Marine                          |       |
| 1944  | États-Unis              | USS Hull – Coulé le 18 décembre 1944 lors du typhon Cobra. | 202           | Marine                          |       |
| 1942  | Japon impérial          | Oboro – . | 202           | Marine                          |       |
| 1940  | Royaume-Uni             | Abukir – Le 28 mai 1940, lors de l'évacuation du personnel militaire et civil de Ostende après la bataille de Belgique, le coaster a été coulé par le E-boat S-34 allemand . Au moins 200 personnes ont été tuées. |               |                                 |       |
| 1943  | Royaume d'Italie        | Quintino Sella – . | 200+          | Marine                          |       |
| 1943  | Japon impérial          | Taimei Maru – . | 200           | Militaire                       |       |
| 1940  | Reich allemand          | MS Rio de Janeiro – . | 200           | Militaire                       |       |
| 1943  | Royaume d'Italie        | Dubac – . | ca. 200       | Militaire                       |       |
| 1943  | Royaume d'Italie        | Leone Pancaldo – . | 199           | Marine                          |       |
| 1940  | Royaume-Uni             | HMS Jervis Bay – Coulé le 5 novembre 1940 par le Admiral Scheer allemand. | 198           | Marine                          |       |
| 1940  | Royaume-Uni             | HMS Acheron – . | 196           | Marine                          |       |
| 1940  | Royaume d'Italie        | Paganini – . | 195           | Militaire                       |       |
| 1943  | Royaume-Uni             | HMS Egret – . | 194           | Marine                          |       |
| 1942  | Royaume-Uni             | HMS Jaguar – . | 193           | Marine                          |       |
| 1942  | États-Unis              | USS Wasp – . | 193           | Marine                          |       |
| 1940  | Royaume-Uni             | HMS Exmouth – . | 192           | Marine                          |       |
| 1944  | Japon impérial          | Mogami – . | 192           | Marine                          |       |
| 1944  | États-Unis              | USS Cooper – . | 191           | Marine                          |       |
| 1945  | Japon impérial          | Isuzu – . | 190           | Marine                          |       |
| 1942  | Japon impérial          | Hiei - Il est coulé le 14 novembre 1942 à la bataille navale de Guadalcanal par l'United States Navy. | 188           | Marine                          |       |
| 1942  | Japon impérial          | Nenohi – . | 188           | Marine                          |       |
| 1942  | Royaume d'Italie        | Muzio Attendolo – . | 188           | Marine                          |       |
| 1943  | Royaume d'Italie        | Corsaro – . | 187           | Marine                          |       |
| 1939  | France                  | Pluton – Lors d'une mauvaise manipulation, le 13 septembre 1939, une mine explose, provoquant la détonation en chaîne des autres mines du bord. | 186           | Marine                          |       |
| 1943  | Marine polonaise        | ORP Orkan – Coulé par l'U-378 le 8 octobre 1943. | 186           | Marine                          |       |
| 1944  | États-Unis              | USS Johnston – . | 186           | Marine                          |       |
| 1943  | Japon impérial          | Sendai – . | 184           | Marine                          |       |
| 1944  | Royaume-Uni             | HMS Laforey – . | 182           | Marine                          |       |
| 1942  | États-Unis              | USS Meredith – . | 180           | Marine                          |       |
| 1940  | Royaume d'Italie        | Leopardi – . | 176           | Militaire                       |       |
| 1942  | États-Unis              | USS Sims – . | 176           | Marine                          |       |
| 1944  | Royaume-Uni             | HMS Boadicea – . | 176           | Marine                          |       |
| 1940  | Royaume-Uni             | HMS Foylebank – . | 176           | Marine                          |       |
| 1940  | Norvège                 | HNoMS Eidsvold – . | 175           | Marine                          |       |
| 1944  | Japon impérial          | Uzuki – . | 175           | Marine                          |       |
| 1943  | Royaume d'Italie        | Bombardiere – . | 175           | Marine                          |       |
| 1940  | Royaume-Uni             | HMS Forfar – . | 173           | Marine                          |       |
| 1943  | Royaume d'Italie        | Città di Genova – . | 173           | Marine                          |       |
| 1941  | Royaume d'Italie        | Giosuè Carducci – . | 171           | Marine                          |       |
| 1943  | Royaume d'Italie        | Saetta – . | 170           | Marine                          |       |
| 1941  | Japon impérial          | Hayate – . | 168           | Marine                          |       |
| 1943  | États-Unis              | USS Helena – Le navire est torpillé lors de la bataille du golfe de Kula le soir du 5 juillet 1943. Il est touché par trois torpilles Long Lance de 610 mm lancées par les destroyers japonais. | 168           | Marine                          |       |
| 1943  | États-Unis              | USS De Haven – . | 167           | Marine                          |       |
| 1942  | Royaume d'Italie        | Duino – . | 165           | Civile                          |       |
| 1942  | États-Unis              | USS Barton – . | 164           | Marine                          |       |
| 1944  | Royaume-Uni             | HMS Janus – . | 162           | Marine                          |       |
| 1945  | États-Unis              | USS Halligan – . | 162           | Marine                          |       |
| 1942  | Royaume-Uni             | HMS Martin – . | 161           | Marine                          |       |
| 1941  | Royaume-Uni             | HMS Cossack – . | 159           | Marine                          |       |
| 1942  | Royaume d'Italie        | Emanuele Pessagno – . | 159           | Marine                          |       |
| 1942  | Royaume d'Italie        | Ariosto – . | 158           | Militaire                       |       |
| 1945  | États-Unis              | USS Drexler – Coulé en mai 1945 par deux kamikazes au large d'Okinawa. | 158           | Marine                          |       |
| 1940  | Royaume-Uni             | HMS Daring (H16) – Coulé en 1940 par l'Unterseeboot 23. | 157           | Marine                          |       |
| 1944  | Japon impérial          | Naganami – . | 156           | Marine                          |       |
| 1941  | Royaume d'Italie        | Calitea – . | 155           | Militaire                       |       |
| 1941  | Japon impérial          | Kisaragi – . | 154           | Marine                          |       |
| 1944  | Japon impérial          | Akikaze – . | 154           | Marine                          |       |
| 1944  | Japon impérial          | Ōi – . | 153           | Marine                          |       |
| 1944  | Japon impérial          | Sazanami – . | 153           | Marine                          |       |
| 1941  | Royaume-Uni             | Aguila – . | 152           | Civile                          |       |
| 1945  | États-Unis              | USS Morrison – . | 152           | Marine                          |       |
| 1945  | États-Unis              | Swiggs – . | 152           | Marine                          |       |
| 1941  | Royaume d'Italie        | Città di Bastia – . | 150           | Militaire                       |       |
| 1943  | Royaume d'Italie        | Sperone – . | ca. 150       | Marine                          |       |
| 1941  | Royaume d'Italie        | Monrosa – Coulé et torpillé le 25 octobre 1941 par le HMS Triumph. | 148           | Militaire                       |       |
| 1943  | Japon impérial          | Numakaze – . | 148           | Marine                          |       |
| 1943  | Royaume-Uni             | City of Pretoria – . | 145           | Civile                          |       |
| 1944  | États-Unis              | USS St. Lo – Le 25 octobre 1944, il devint le premier navire de guerre important coulé par une attaque kamikaze, sans doute par le pilote japonais Yukio Seki. | 143           | Marine                          |       |
| 1942  | Japon impérial          | Furutaka – Le navire est coulé le 11 octobre 1942 lors de la bataille du cap Espérance. | 143           | Marine                          |       |
| 1940  | Canada                  | Diana – . | 142           | Marine                          |       |
| 1943  | Royaume d'Italie        | Antoniotto Usodimare – . | 141           | Marine                          |       |
| 1941  | Royaume d'Italie        | Lampo – . | 141           | Marine                          |       |
| 1941  | Royaume d'Italie        | Fulmine – . | 141           | Marine                          |       |
| 1942  | États-Unis              | USS Hornet – Il est coulé en octobre 1942 à la bataille des îles Santa Cruz au cours de laquelle il est attaqué par une force aérienne largement supérieure en nombre. | 140           | Marine                          |       |
| 1941  | Turquie                 | Refah – . | 139           | Militaire                       |       |
| 1941  | Royaume-Uni             | HMS Bonaventure – . | 139           | Marine                          |       |
| 1942  | Dominion de Terre-Neuve | Caribou – Dans la bataille du Saint-Laurent, le ferry-boat canadien SS Caribou qui effectuait la liaison entre Sydney (Nouvelle-Écosse) et Port-aux-Basques (Terre-Neuve), fut coulé par le U-Boot allemand U-69. 138 passagers et membres de l'équipage trouvèrent la mort. | 138           | Civile                          |       |
| 1941  | Royaume d'Italie        | Alvise Da Mosto – . | 138           | Marine                          |       |
| 1944  | Japon impérial          | Kuma – Il est coulé le 10 janvier 1944 par le sous-marin HMS Tally-Ho P317 à l'ouest de Penang. | 138           | Marine                          |       |
| 1942  | Grèce                   | Argo – Le cargo Argo, battant pavillon grec, parti le 5 novembre et faisant route de Buenos Aires vers Le Cap, est coulé par le sous-marin italien Ammiraglio Cagni. 156 volontaires d’Amérique latine rejoignant les Forces françaises libres y trouvèrent la mort. | 137           | Marine                          |       |
| 1942  | Royaume d'Italie        | Lupo – . | 135           | Marine                          |       |
| 1943  | Royaume d'Italie        | Perseo – . | 133           | Marine                          |       |
| 1940  | Royaume d'Italie        | Artigliere – . | 132           | Marine                          |       |
| 1942  | Royaume-Uni             | HMS Eagle – Le 11 août, il est coulé à l'ouest de Malte, atteint par quatre torpilles du sous-marin allemand U-73. Le naufrage dure huit minutes,. | 131           | Marine                          |       |
| 1942  | États-Unis              | USS Monssen – Coulé le 13 novembre 1942 durant la bataille de Guadalcanal. | 130           | Marine                          |       |
| 1944  | Royaume-Uni             | HMS Quorn (L66) – . | 130           | Marine                          |       |
| 1944  | États-Unis              | USS Gambier Bay - Coulé le 25 octobre 1944 au cours de la guerre du Pacifique durant la bataille du golfe de Leyte. | 130           | Marine                          |       |
| 1941  | Royaume-Uni             | HMS Kelly – Coulé le 23 mai 1941 par la Luftwaffe. | 128           | Marine                          |       |
| 1944  | Canada                  | NCSM Athabaskan – Coulé le 29 avril 1944 au large du phare de l'Île Vierge dans un combat naval entre une flottille alliée et deux torpilleurs allemands, le T27 et le T24. 128 marins périssent. | 128           | Marine                          |       |
| 1944  | Royaume-Uni             | HMS Aldenham – . | 128           | Marine                          |       |
| 1945  | États-Unis              | USS Luce – . | 126           | Marine                          |       |
| 1942  | Royaume de Sarawak      | SS Vyner Brooke – . | 125           | Civile                          |       |
| 1942  | Royaume d'Italie        | SS Loreto (1912) – . | 124           | Militaire                       |       |
| 1939  | Royaume-Uni             | HMS Duchess H64 – . | 124           | Marine                          |       |
| 1942  | Royaume d'Italie        | Folgore – Coulé le 2 décembre 1942 à la bataille du banc de Skerki. | 124           | Marine                          |       |
| 1941  | Royaume-Uni             | SS Avoceta – . | 123           | Civile                          |       |
| 1941  | Royaume d'Italie        | Vega – . | 122           | Marine                          |       |
| 1942  | Japon impérial          | Asagiri – . | 122           | Marine                          |       |
| 1940  | Royaume d'Italie        | Bartolomeo Colleoni – . | 121           | Marine                          |       |
| 1941  | Japon impérial          | Sagiri – . | 121           | Marine                          |       |
| 1943  | Royaume d'Italie        | Tagliamento – . | 120+          | Militaire                       |       |
| 1943  | Japon impérial          | Hatsuyuki– Coulé par l'aviation américaine. | 120           | Marine                          |       |
| 1942  | Royaume-Uni             | HMS Bramble – . | 120           | Marine                          |       |
| 1943  | Royaume d'Italie        | San Marco – . | 120           | Civile                          |       |
| 1942  | Royaume-Uni             | HMS Firedrake (H79) – Torpillé et coulé 17 décembre 1942 par l'U-211. | 118           | Marine                          |       |
| 1942  | Royaume d'Italie        | Nicoloso Da Recco – . | 118           | Marine                          |       |
| 1939  | Royaume-Uni             | SS Athenia – . | 118           | Civil                           |       |
| 1943  | Royaume d'Italie        | Ardente – . | 118           | Marine                          |       |
| 1942  | États-Unis              | USS Preston – . | 116           | Marine                          |       |
| 1942  | États-Unis              | USS Pillsbury DD-227 – . | 116           | Marine                          |       |
| 1941  | Royaume-Uni             | HMS Calcutta – . | 116           | Marine                          |       |
| 1943  | États-Unis              | USS McKean – . | 116           | Marine                          |       |
| 1941  | États-Unis              | USS Reuben James – Torpillé le 31 octobre 1941 par le sous-marin allemand U-552. | 115           | Marine                          |       |
| 1943  | Royaume d'Italie        | Uragano – . | 114           | Marine                          |       |
| 1944  | Japon impérial          | Tanikaze – Torpillé et coulé le 9 juin 1944 par l'USS Harder. | 114           | Marine                          |       |
| 1942  | Royaume-Uni             | HMS Achates – . | 113           | Marine                          |       |
| 1940  | Royaume-Uni             | HMS Hunter – Coulé le 10 avril 1940 pendant la bataille de Narvik. | 112           | Marine                          |       |
| 1941  | Norvège                 | SS Barøy – . | 112           | Civile                          |       |
| 1945  | États-Unis              | USS Underhill – Coulé le 24 juillet 1945, dans la mer des Philippines par un Kaiten japonais. | 112           | Marine                          |       |
| 1943  | Royaume d'Italie        | Grecale – . | ca. 110       | Marine                          |       |
| 1944  | États-Unis              | USS Truxtun – . | 110           | Marine                          |       |
| 1942  | Royaume-Uni             | HMS Grove – Torpillé et coulé par l'U-77 allemand. | 110           | Marine                          |       |
| 1942  | Japon impérial          | Fubuki – Coulé le 11 octobre 1942 par un groupe de navires américains au large de Guadalcanal durant la bataille du cap Espérance. | 110           | Marine                          |       |
| 1944  | Japon impérial          | Minazuki – Torpillé et coulé par le sous marin américain USS Harder le 6 juin 1944. | 109           | Marine                          |       |
| 1943  | États-Unis              | USS Brownson – Coulé le 26 décembre 1943 par les Japonais. | 108           | Marine                          |       |
| 1944  | États-Unis              | USS Princeton – Le 24 octobre 1944, il est coulé dans la mer de Sibuyan au début de la bataille du golfe de Leyte, après avoir été touché par un bombardier japonais Yokosuka D4Y Suisei. | 108           | Marine                          |       |
| 1940  | Royaume-Uni             | MV Domala – Bombardé le 2 mars 1940 par l'aviation allemande. | 108           | Marine                          |       |
| 1942  | Pays-Bas                | HNLMS Isaac Sweers – Coulé 13 novembre 1942,. | 108           | Marine                          |       |
| 1941  | Royaume-Uni             | HMS Salvia – Torpillé et coulé 24 décembre 1941. | 106-206+      | Marine                          |       |
| 1943  | Royaume d'Italie        | Santa Lucia – Coulé le 24 juillet 1943 par un bombardier-torpilleur. | 106           | Civile                          |       |
| 1943  | Royaume d'Italie        | Rovereto – Échoué le 6 avril 1943 au cap Zebib, en Tunisie après une attaque aérienne de B17 américains, il est achevé le 15 avril par la vedette anglaise MTB 634. | 106           | Militaire                       |       |
| 1941  | Royaume-Uni             | HMS Exmoor – Coulé le 25 février 1941. | 104           | Marine                          |       |
| 1944  | Japon impérial          | Shiratsuyu – . | 104           | Marine                          |       |
| 1944  | États-Unis              | USS Reid – Le 11 décembre 1944, le destroyer américain est coulé par une attaque kamikaze japonaise. | 103           | Marine                          |       |
| 1943  | Royaume d'Italie        | Cigno – . | 103           | Marine                          |       |
| 1944  | Japon impérial          | Uranami – Coulé le 26 octobre 1944 par un avion américain. | 103           | Marine                          |       |
| 1941  | Royaume-Uni             | Umona - ,. | 102           | Civile                          |       |
| 1943  | Royaume d'Italie        | Francesco Tocco – Coulé par une bombe Junkers Ju 87 allemand le 24 septembre 1943. 102 des 121 personnes à bord périssent. | 102           | Marine                          |       |
| 1940  | Norvège                 | HNoMS Norge – Coulé par un destroyer allemand le 9 avril 1940 à Narvik. | 101           | Marine                          |       |
| 1942  | Japon impérial          | Mizuho – Porte-hydravion japonais coulé par un navire américain. | 101           | Marine                          |       |
| 1940  | Royaume-Uni             | HMS Afridi – Navire britannique bombardé et coulé le 1er mai 1940 par un avion allemand. | 101           | Marine                          |       |